# آرامگاه امامزاده عبدالعزیز
بقعه امامزاده عبدالعزیز مربوط به دوره قاجار است و در شهرستان مشهد، روستای ده سرخ واقع شده و این اثر در تاریخ ۱۰ دی ۱۳۸۱ با شمارهٔ ثبت ۶۶۶۹ به‌عنوان یکی از آثار ملی ایران به ثبت رسیده است.